# Dane Picken
Dane Picken (ur. 28 grudnia 1983) – australijski judoka.
Srebrny medalista mistrzostw Oceanii w 2003 roku.